# Dareda
Dareda è una circoscrizione mista (mixed ward) della Tanzania situata nel distretto di Babati, regione del Manyara. Conta una popolazione di 22 880 abitanti (censimento 2012).